# Pogonomyrmex bigbendensis
Pogonomyrmex bigbendensis är en myrart som beskrevs av Francke och Merickel 1982. Pogonomyrmex bigbendensis ingår i släktet Pogonomyrmex och familjen myror. Inga underarter finns listade i Catalogue of Life.

## Bildgalleri

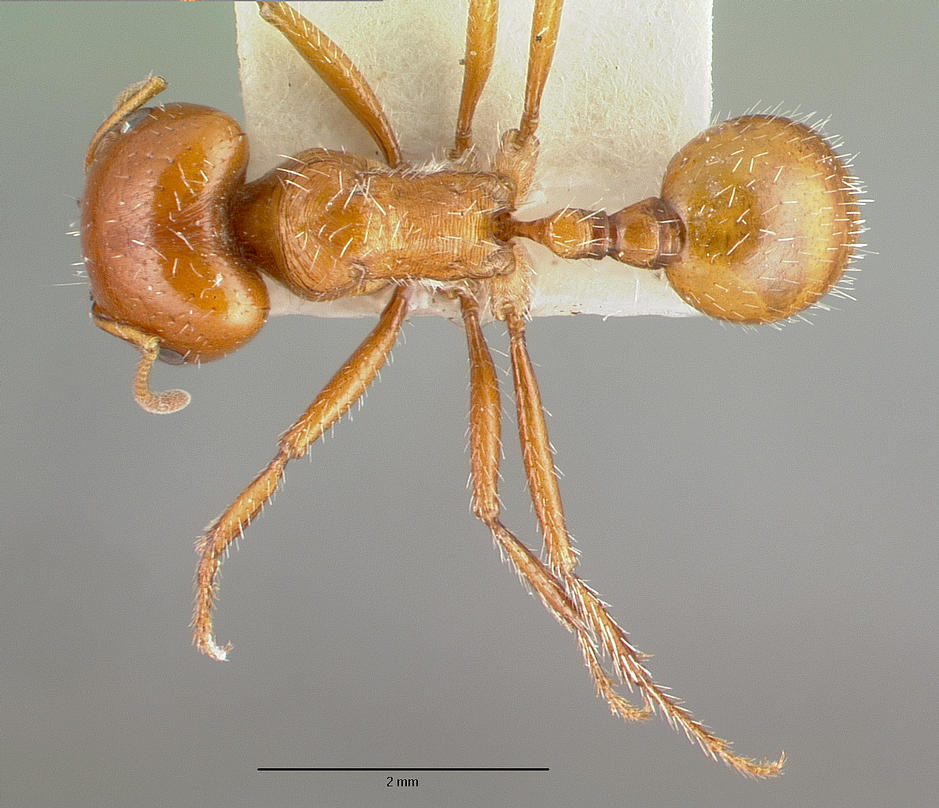
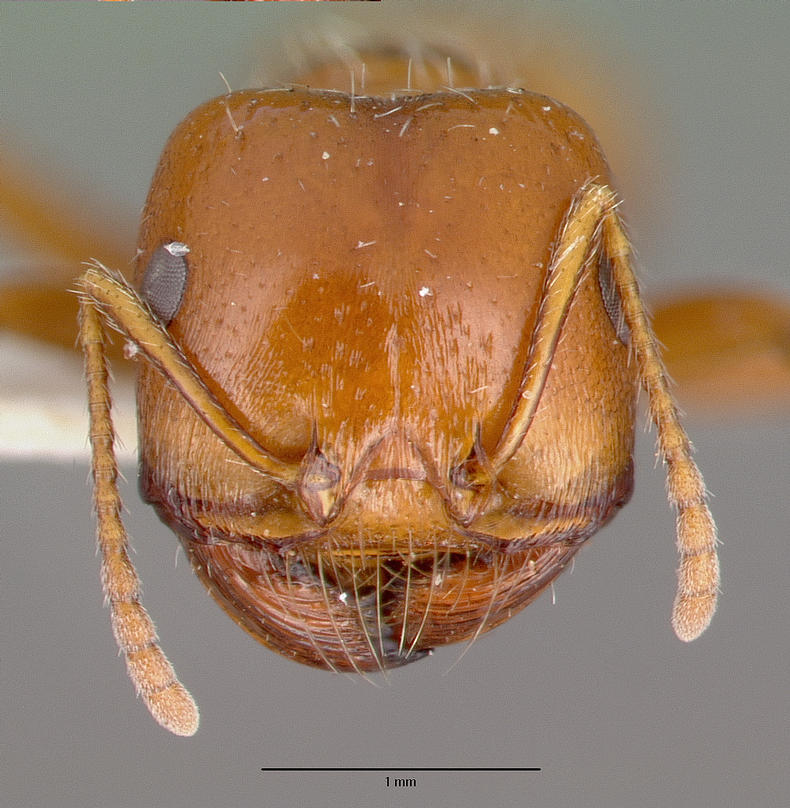
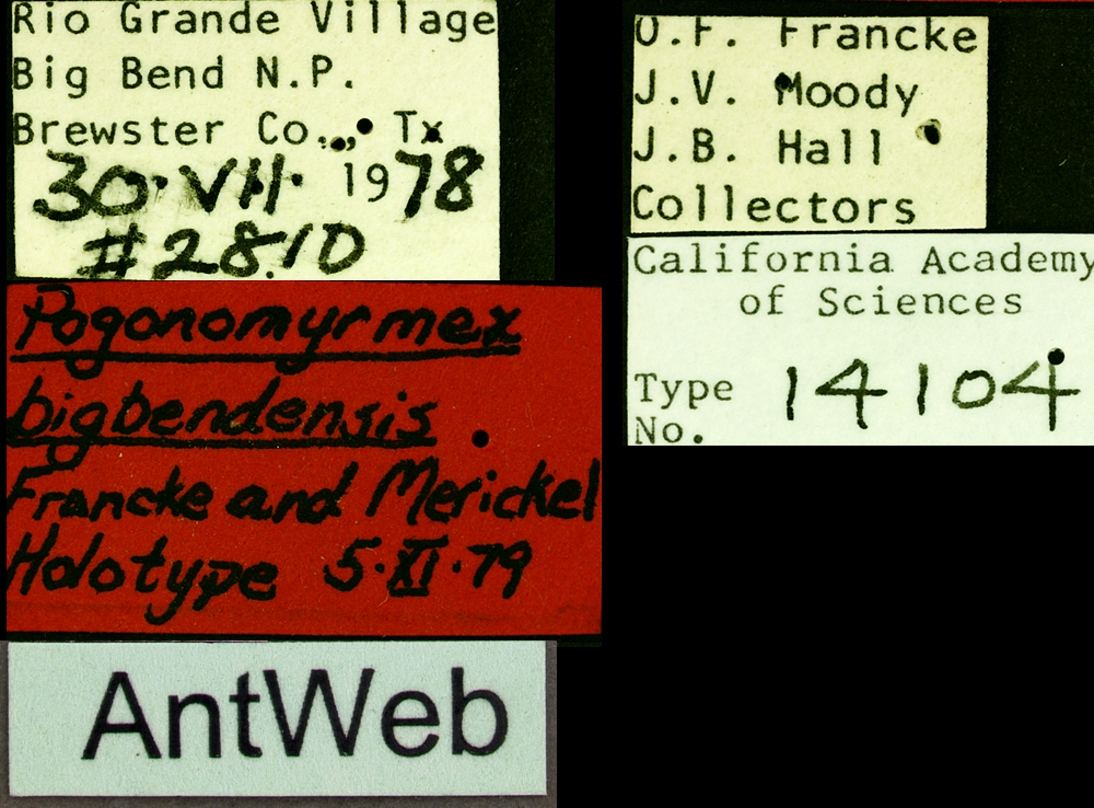
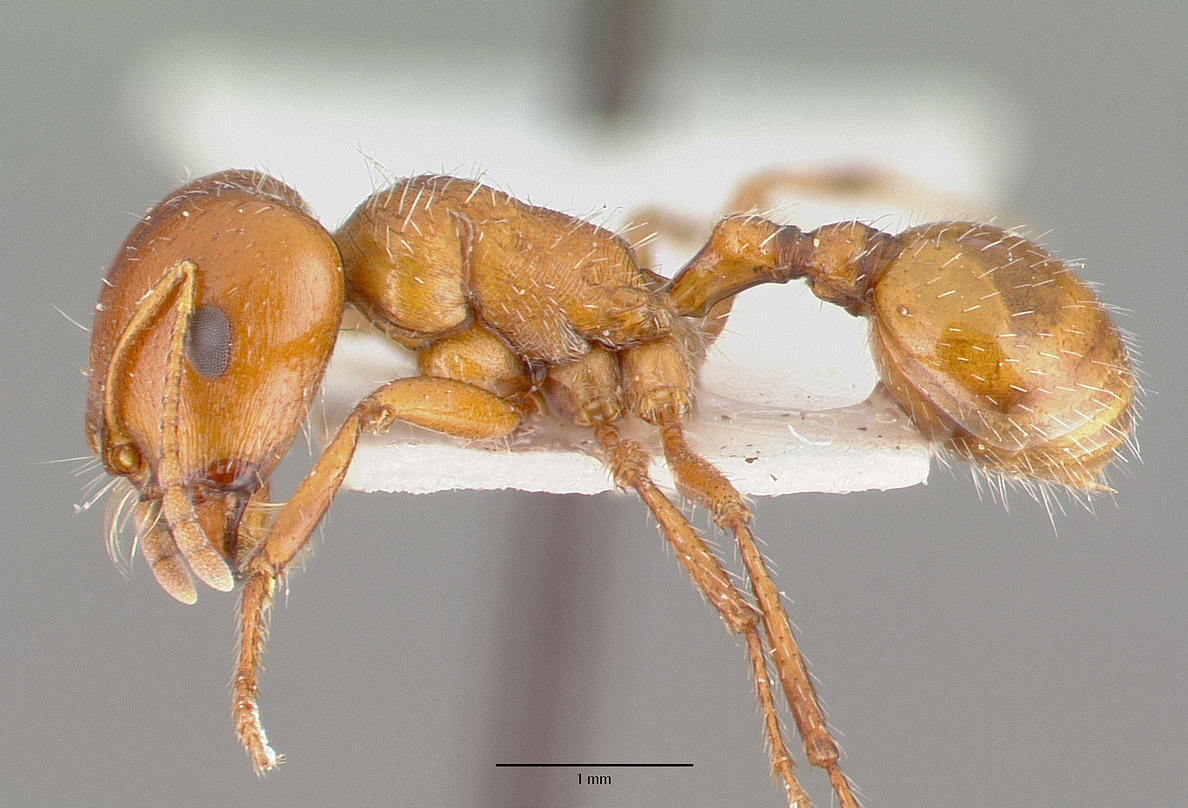